# Powiat Taniyama
Powiat Taniyama (jap. 谿山郡 Taniyama-gun) – dawny powiat w Japonii, w prefekturze Kagoshima.

## Historia

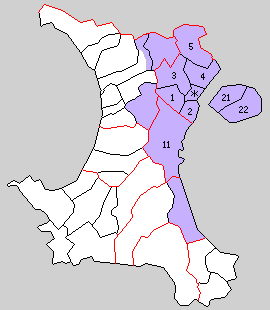
11. Taniyama (1889 r.)

Powiat Taniyama był częścią prowincji Satsuma. W pierwszym roku okresu Meiji na terenie powiatu znajdowało się 9 wiosek. Cały jego teren stał się później częścią miasta Kagoshima.
Powiat został założony 17 lutego 1879 roku. 1 kwietnia 1889 roku, w wyniku połączeń mniejszych wiosek powstała wioska Taniyama. 
1 kwietnia 1897 roku powiat został włączony w teren powiatu Kagoshima. W wyniku tego połączenia powiat Taniyama został rozwiązany.